# Symfýza

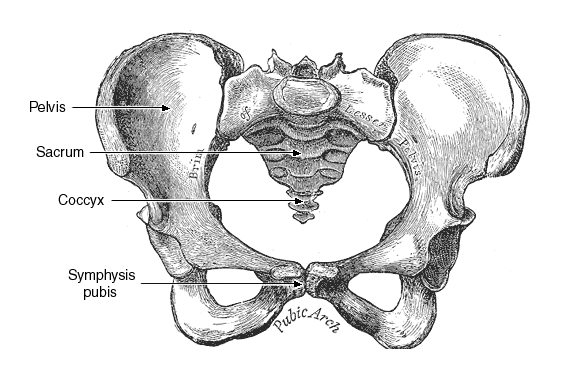
Typickým příkladem symfýzy je symphysis pubis

Symfýza (lat. Symphysis) je chrupavčitý typ kostního spoje. Převažuje vazivová chrupavka. Je pevná a pružná. V symfýzách mohou vznikat štěrbiny naplněné tekutinou.
Typickými příklady jsou stydká spona (symphysis pubis) pánve nebo napojení dolních žeber na hrudní kost.
Strukturálně velmi podobné jsou i meziobratlové ploténky.